# Bolyai (cràter)
Bolyai és un antic cràter d'impacte situat a l'hemisferi sud de la cara oculta de la Lluna. Al sud-est de Bolyai es troba el cràter Eötvös, i al nord apareix Neujmin. Porta el nom del matemàtic hongarès del segle xix János Bolyai.

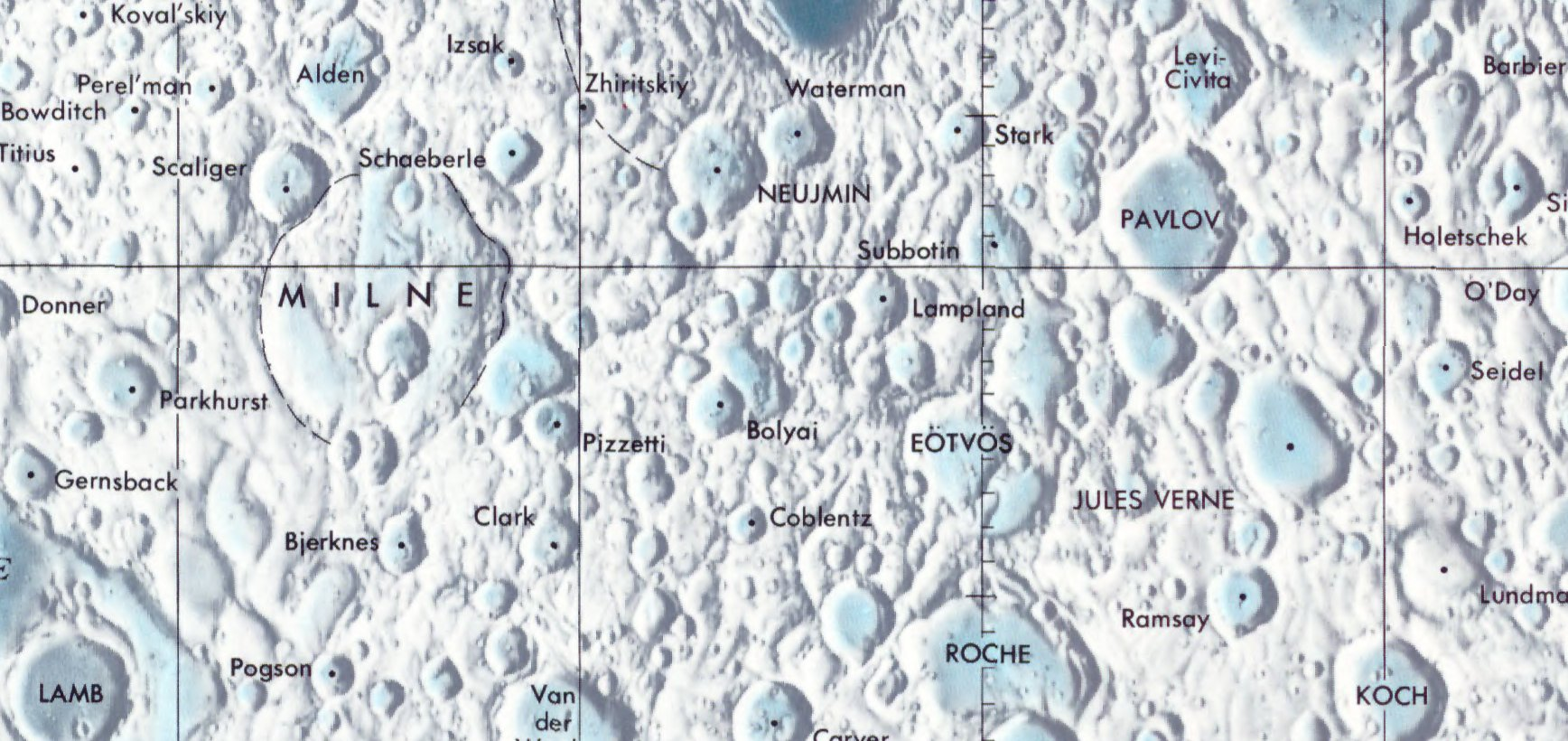
Localització de Bolyai (centre de la imatge)
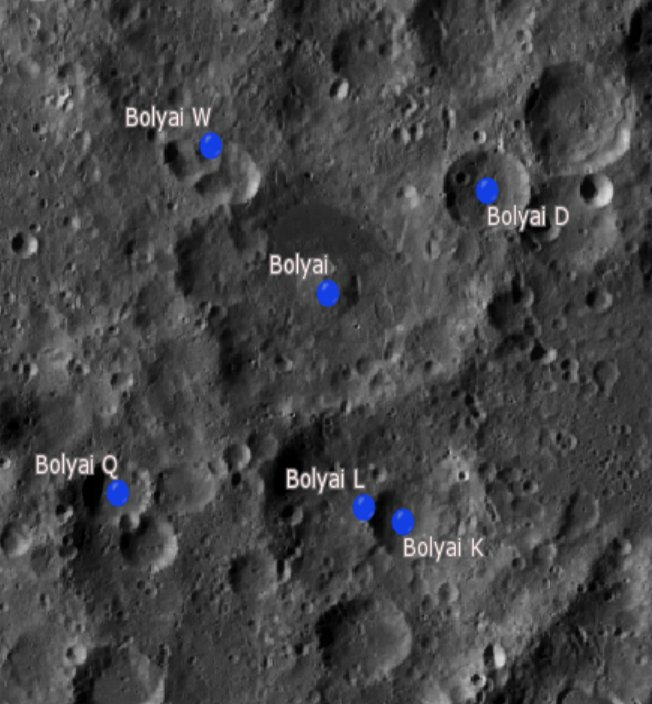
Cràters satèl·lit
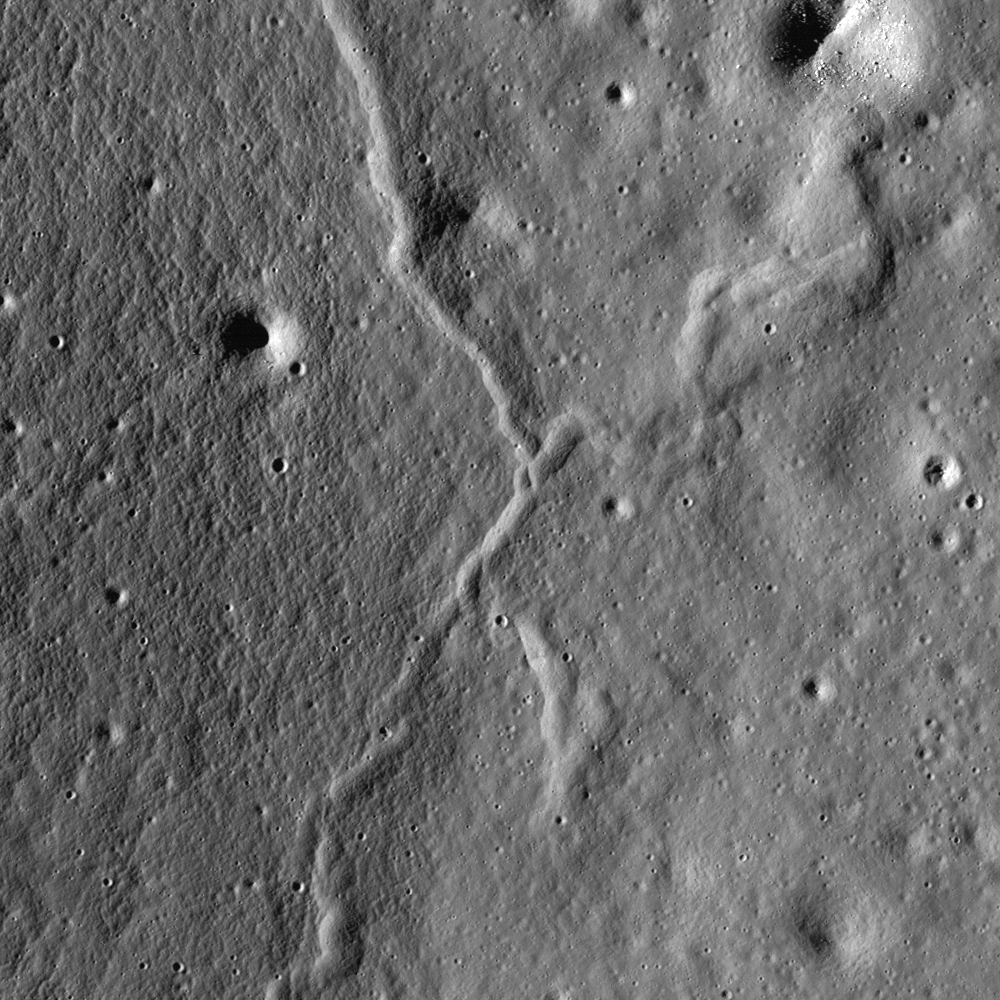
Fotografia de la missió Lunar Reconnaissance Orbiter

Aquest cràter ha estat fortament desfigurat per impactes posteriors, deixant només un romanent deformat de la vora original, superposat per una multitud de cràters menors. Els més notables són Bolyai D (situat al costat nord-est del contorn) i Bolyai W (al nord-oest). Aquest últim és en realitat una formació de cràters superposats.
L'interior del cràter és relativament pla, però amb la seva superfície completament reconfigurada pels impactes posteriors. A prop del punt mig, i des d'allà cap a la vora occidental, una secció del sòl ha estat ocupada pel flux de lava. Aquesta zona és més suau que la resta de la planta, i té una albedo inferior, donant-li una aparença fosca.

## Cràters satèl·lit
Per convenció aquests elements són identificats en els mapes lunars posant la lletra en el costat del punt central del cràter que està més proper a Bolyai.
| Bolyai | Coordenades                            | Diàmetre |
| ------ | -------------------------------------- | -------- |
| D      | 32° 30′ S, 128° 00′ E / 32.5°S,128.0°E | 34 km    |
| K      | 36° 18′ S, 126° 48′ E / 36.3°S,126.8°E | 29 km    |
| L      | 36° 18′ S, 126° 12′ E / 36.3°S,126.2°E | 73 km    |
| Q      | 36° 06′ S, 122° 30′ E / 36.1°S,122.5°E | 28 km    |
| W      | 32° 12′ S, 123° 54′ E / 32.2°S,123.9°E | 50 km    |